# Chassagne
Chassagne ist eine französische Gemeinde mit 81 Einwohnern (Stand 1. Januar 2022) im Département Puy-de-Dôme in der Region Auvergne-Rhône-Alpes (vor 2016 Auvergne). Sie gehört zum Arrondissement Issoire und zum Kanton Brassac-les-Mines (bis 2015 Ardes).

## Geografie
Chassagne liegt etwa neunzehn Kilometer südwestlich von Issoire am Ostabhang des Zentralmassivs. Chassagne wird umgeben von den Nachbargemeinden Courgoul im Norden und Nordwesten, Saint-Floret im Norden und Nordosten, Tourzel-Ronzières im Nordosten, Vodable im Osten, Dauzat-sur-Vodable im Süden und Südosten, Roche-Charles-la-Mayrand im Südwesten sowie Valbeleix im Westen und Südwesten.

## Bevölkerungsentwicklung
| Jahr                       | 1962 | 1968 | 1975 | 1982 | 1990 | 1999 | 2006 | 2013 |
| Einwohner                  | 189  | 155  | 143  | 124  | 113  | 109  | 104  | 77   |
| Quellen: Cassini und INSEE |      |      |      |      |      |      |      |      |

## Sehenswürdigkeiten
- ehemaliges Zisterzienserkloster Mègemont, 1199 gegründet und bis 1206 erbaut, 1790 aufgelöst, Monument historique seit 1996
- Kirche Saint-Pierre, Monument historique seit 1993

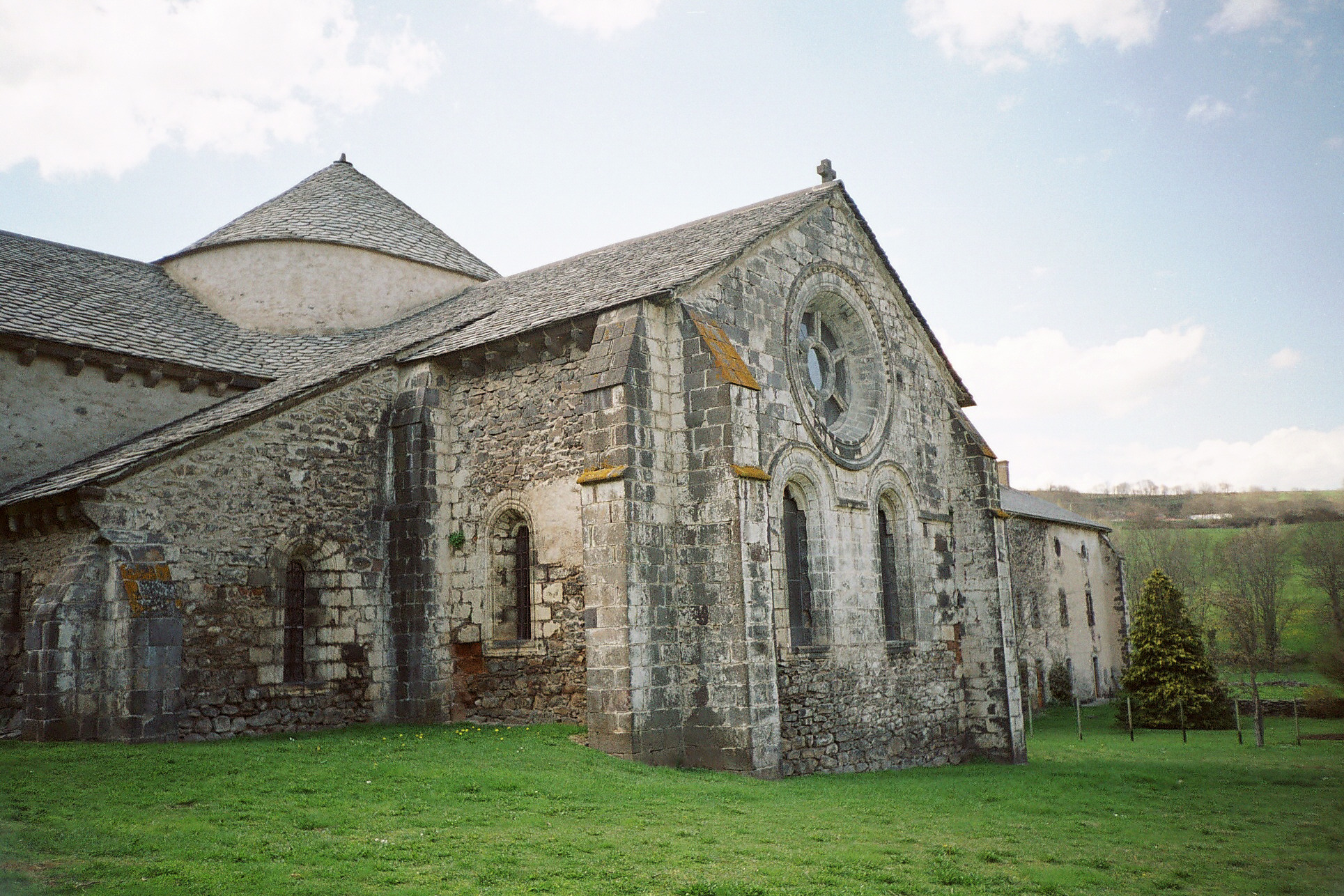
Kloster Mègemont
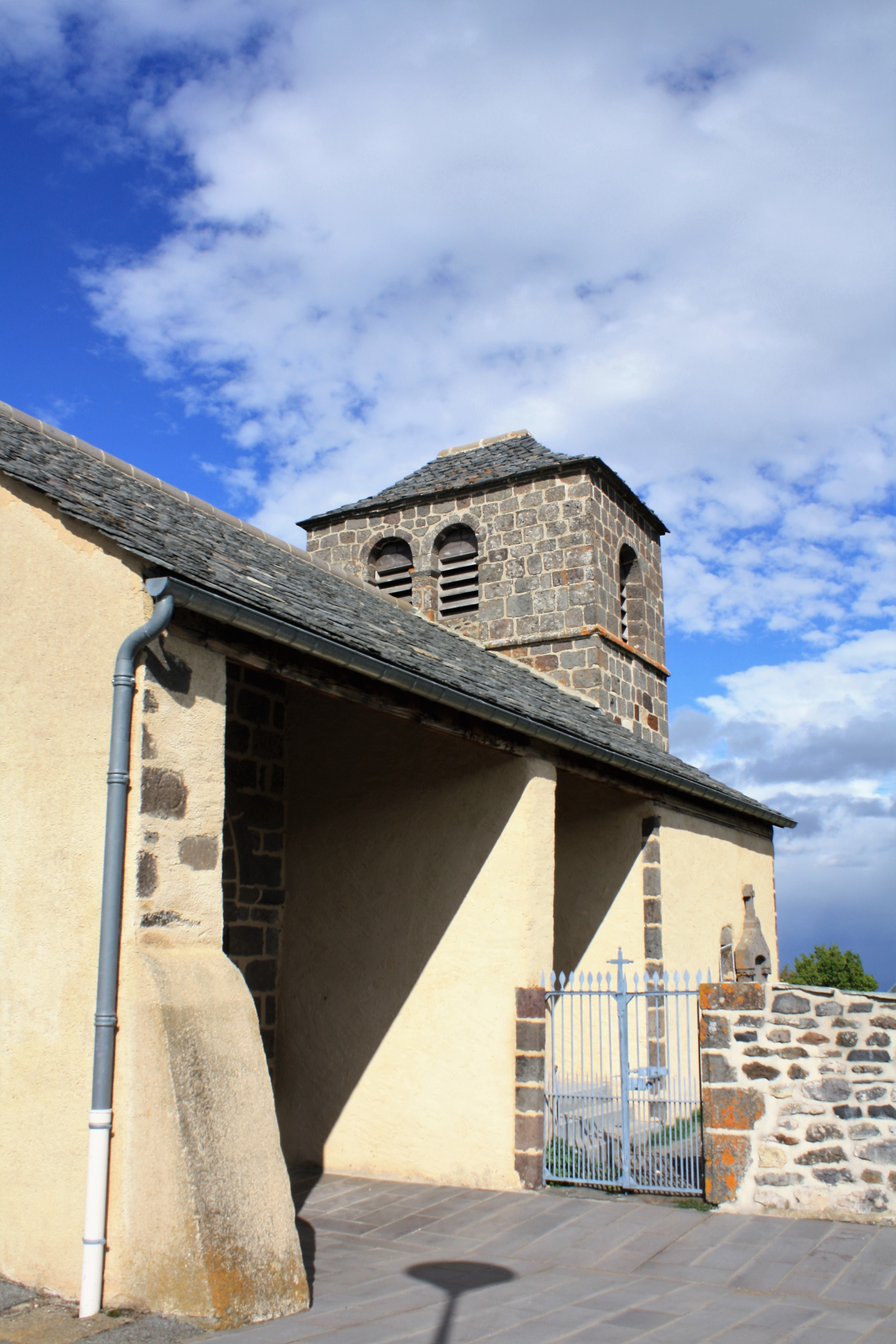
Kirche Saint-Pierre

## Persönlichkeiten
- François Jourde (1843–1893), Politiker, Teil der Pariser Kommune